# Chemring Group
O Grupo Chemring é uma empresa global que fornece uma variedade de produtos e serviços de tecnologia avançada para os mercados aeroespacial, de defesa e segurança. A Chemring possui extensas operações nas Américas, Europa, Oriente Médio e Ásia.
A empresa foi fundada originalmente em 1905 como The British, Foreign & Colonial Automatic Light Controlling Company Limited, que fabricava temporizadores para iluminação pública a gás. Decidindo se aventurar em filamentos elétricos, que eram usados para lâmpadas elétricas, encontrou demanda para a tecnologia tanto das forças armadas nacionais quanto estrangeiras, usando-a como chaff, um chamariz de radar. Durante 1974, a empresa foi listada pela primeira vez na Bolsa de Valores de Londres. Em 1982, a Chemring aumentou drasticamente sua produção de iscas para abastecer as forças britânicas envolvidas na Guerra das Malvinas.
A empresa novamente aumentou rapidamente sua taxa de produção de contramedidas para abastecer as forças da coalizão na Guerra do Golfo de 1991. Em 1992, a Chemring adquiriu seu principal concorrente britânico Haley & Weller. Nas décadas seguintes, a Chemring adquiriu diversos negócios enquanto se expandia, principalmente no mercado norte-americano. Em 2010, o Grupo Chemring detinha cerca de 50% do mercado global de contramedidas. Também se tornou o fornecedor dominante de tais dispositivos para as forças armadas do Reino Unido e dos Estados Unidos. A empresa está atualmente sediada em Romsey. Está listado na Bolsa de Valores de Londres e faz parte do Índice FTSE 250.

## Histórico

### Século XX
A empresa atualmente conhecida como Chemring Group foi fundada em 1905 como The British, Foreign & Colonial Automatic Light Controlling Company Limited, assim chamada devido ao seu principal negócio de fabricação de temporizadores para iluminação pública a gás. Esses relógios mecânicos substituíram gradualmente a necessidade de empregar acendedores de lâmpadas humanos para controlar manualmente a iluminação das ruas. O equipamento da empresa desempenhou um papel importante na transformação da iluminação pública do Reino Unido de gás para eletricidade.
Na década de 1950, a empresa decidiu diversificar, desenvolvendo um processo proprietário para a fabricação de filamentos de náilon com revestimento de prata para iluminação. O Escritório Meteorológico do Reino Unido optou por adquirir esses filamentos, junto com refletores de radar leves; eles facilitaram a medição precisa da velocidade do vento quando fixados em balões especialmente calibrados. Posteriormente, foi estabelecido que tais filamentos tinham um uso alternativo como palha para fins de engodo de radar. Tanto a Força Aérea Sueca quanto o Ministério da Defesa do Reino Unido ficaram muito interessados em usar este joio.
Durante 1974, a empresa foi listada pela primeira vez na Bolsa de Valores de Londres. Como consequência da Guerra das Malvinas de 1982, Chemring estabeleceu uma nova fábrica para produzir iscas de palha de vidro e alumínio; estes foram implantados em todos os navios da Marinha Real para neutralizar a ameaça de mísseis que exploram o mar. Em 1986, a Chemring adquiriu a Pains Wessex, uma empresa especializada em pirotecnia; desde que renomeado Chemring Countermeasures Limited, a aquisição facilitou uma mudança para chamarizes infravermelhos (IR).
A Guerra do Golfo de 1991 motivou a Chemring a aumentar rapidamente sua produção de contramedidas; estes foram fornecidos em quantidade às forças de coalizão lideradas pelos EUA. Em 1992, a empresa adquiriu seu principal concorrente doméstico, Haley & Weller, que rebatizou de Chemring Defense UK Limited; essa compra significava que a Chemring se tornara o principal fornecedor das contramedidas e das necessidades pirotécnicas militares do Ministério da Defesa. Em 1993, a Chemring estabeleceu uma presença nos Estados Unidos com sua primeira aquisição nos Estados Unidos, a Alloy Surfaces Company Inc, que produzia iscas sob medida incorporando materiais especiais.

### Século XXI
O mercado norte-americano vem ganhando cada vez mais destaque no portfólio da empresa; em 2001, a Chemring adquiriu a Kilgore Flares Company LLC, o que tornou o Grupo o maior fornecedor de iscas para o Departamento de Defesa dos Estados Unidos. A Chemring também se expandiu na Europa por meio de aquisições nesse período. Em novembro de 2005, adquiriu a Comet GmbH, Pyrotechnik-Apparatebau, que mais tarde foi renomeada Chemring Defense Germany GmbH, da Diehl Stiftung & Co KG. Em 2006, o Grupo Chemring adquiriu a BDL Systems baseada em Poole por £ 9 milhões.
Durante 2007, a empresa adquiriu a Simmel Difesa, uma empresa de fornecimento de munições; no mesmo ano, a Richmond Electronics & Engineering, uma empresa especializada em tecnologia de eliminação de bombas, também foi comprada. Em 2008, passou a comprar a Scot, um fabricante especialista dos EUA em dispositivos para sistemas de emergência de aeronaves, sistemas de lançamento espacial e mísseis; a empresa era vista como uma contraparte natural da Chemring Energetics UK, uma subsidiária existente. Outra aquisição naquele ano foi a Martin Electronics, fabricante de munições e fusíveis.
Em 2009, a Chemring adquiriu a Hi-Shear Technology Corporation, um fabricante líder dos EUA de soluções energéticas de alta confiabilidade que desempenham funções críticas em programas espaciais e de defesa dos EUA. Em 2010, comprou a Roke Manor Research, um centro de pesquisa e desenvolvimento de tecnologia avançada baseado em Hampshire, Reino Unido, da Siemens por £ 55 milhões. Em 2010, o Grupo Chemring supostamente detinha cerca de 50% do mercado global de flares de contramedida, sua participação no mercado tendo crescido significativamente na década anterior; de acordo com a publicação da indústria Flight International, muito do crescimento recente da empresa pode ser atribuído apenas à expansão do setor de contramedidas.
Em 2011, a empresa adquiriu as operações de Sistemas de Detecção e certos ativos relacionados da General Dynamics Armament and Technical Products, uma subsidiária da General Dynamics Corporation; desde então, esta entidade tem operado como Chemring Detection Systems Inc, sendo um líder dos EUA em detecção de ameaças químicas e biológicas e possui capacidade avançada na detecção de dispositivos explosivos improvisados. Em 2012, a Chemring vendeu seus interesses na Marinha, a Chemring Marine, para a Drew Marine.
Em maio de 2014, a Chemring adquiriu a 3d-Radar AS, uma subsidiária norueguesa da Curtiss-Wright Corporation, por $ 3 milhões; o 3d-Radar AS foi vendido durante 2018. Em 2016, a Chemring adquiriu os principais ativos e tecnologia da Wallop Defense Systems, uma subsidiária britânica da Esterline, fortalece seu portfólio de contramedidas aéreas.

## Operações
O Grupo Chemring opera em quatro setores de mercado:
- Contramedidas - protegendo aeronaves, navios e plataformas terrestres contra ameaças de mísseis guiados
- Sensores e eletrônicos - equipamentos para detectar e desativar IEDs ocultos (dispositivos explosivos improvisados), munições não detonadas, guerra eletrônica e ameaças químicas e biológicas
- Pirotecnia e munições - produtos para uso em aplicações da marinha, exército e força aérea
- Sistemas Energéticos - propulsores, explosivos, componentes de mísseis e munições, propulsores, iniciadores e outros componentes para o setor espacial

## Controvérsias
Em 2002, um relatório do programa BBC Today afirmou que um vendedor da PW Defense, uma subsidiária da Chemring, concordou em vender minas terrestres a um repórter disfarçado. As armas antipessoal foram proibidas no Reino Unido em 1998, após a assinatura do Tratado de Ottawa. O Grupo Chemring insistiu que nunca havia fabricado tais produtos e havia interrompido as vendas bem antes da proibição; seis meses depois, foi exonerado de qualquer transgressão; uma disputa sobre a alegação ainda estava em andamento entre a BBC e Chemring dois anos depois.
Em 2011, foi revelado que o gás CS produzido pela Chemring foi usado contra manifestantes civis pró-democracia na revolução egípcia de 2011. Mais tarde, em 2014, também foi revelado que o gás lacrimogêneo usado contra os manifestantes nos protestos de 2014 em Hong Kong foi fornecido pela Chemring. Em junho de 2019, após o uso de CS Gas e outras medidas de controle de multidões pelas autoridades contra os manifestantes nos protestos de 2019-20 em Hong Kong, o governo do Reino Unido ordenou o fim imediato de tais vendas para a região.
Em 2018, foi anunciado que o Serious Fraud Office (SFO) do Reino Unido havia aberto uma investigação sobre corrupção e lavagem de dinheiro pelo Chemring Group após um relatório da subsidiária da Chemring, Chemring Technology Solutions (CTSL), que também está sendo investigado. Um porta-voz da SFO afirmou que o inquérito está focado na "conduta de negócios pelo Grupo Chemring e CTSL".